# Driebergen-Rijsenburg
Driebergen-Rijsenburg is een plaats in de Nederlandse provincie Utrecht, behorend bij de gemeente Utrechtse Heuvelrug. Het ligt tegen de stuwwal van de Utrechtse Heuvelrug. Het dorp telt ongeveer 18.995 inwoners (1 januari 2023) en heeft een oppervlakte van 26,43 km² (waarvan 0,1 km² water). Driebergen-Rijsenburg is gelegen aan de Stichtse Lustwarande, een lange reeks van meer dan honderd buitenplaatsen en landgoederen langs de zuidwestelijke rand van de Utrechtse Heuvelrug.

## Geschiedenis
De naam Thribergen komt voor het eerst in 1159 voor, mogelijk slechts als nederzetting zonder kerk. Pas in 1309 staat het voor het eerst als echte plaatsaanduiding vermeld. In de Middeleeuwen zijn er volop ridderhofsteden gebouwd in de omgeving en van die periode is er nog veel te zien rond de Langbroekerwetering. Deze vaart is in 1126 ontstaan bij het ontginnen van de Driebergenbroek. Er zijn destijds veel kastelen gebouwd langs het water van deze wetering en ook zijn boerenhofsteden ontwikkeld tot kastelen door de bouw van een toren en het aanleggen van een gracht. Een aantal kastelen uit deze tijd zijn nog te bewonderen, waarvan Kasteel Sterkenburggelegen in de buurtschap Sterkenburg, een mooi en opvallend voorbeeld is.
Al tijdens de vroege middeleeuwen liep de belangrijke koningsroute van Utrecht (Koningsweg) via Nijmegen naar Keulen. De noordelijke en oudste weg is tegenwoordig bekend als Arnhemse Bovenweg en de zuidelijke weg (waaraan de dorpskernen zich ontwikkelden) is tegenwoordig bekend als de Hoofdstraat.
Driebergen-Rijsenburg is ontstaan door het samenvoegen van de kernen Driebergen en Rijsenburg. Tot 1 mei 1931 waren deze kernen zelfstandige gemeenten. Sindsdien vormden ze een gemeente en zijn ze volledig samengegroeid tot één plaats. Op 1 januari 2006 werd de gemeente Driebergen-Rijsenburg samengevoegd met Amerongen, Doorn, Leersum, Maarn, Maarsbergen en Overberg tot de nieuwe gemeente Utrechtse Heuvelrug.
Een deel van het dorp Rijsenburg is beschermd dorpsgezicht en er zijn verschillende rijksmonumenten en gemeentelijke monumenten in Driebergen-Rijsenburg. Het kerkplein van Rijsenburg is een zeer kenmerkend element in het dorp. De rooms-katholieke Sint-Petrus'-Bandenkerk is in 1810 gebouwd door de architect Adrianus Tollus in opdracht van ambachtsheer Petrus Judocus van Oosthuyse (bewoner van Sparrendaal), als onderdeel van een geheel nieuw dorp Rijsenburg, 2 km verwijderd van het toen al niet meer bestaande Kasteel Rijsenburg. De kerk dateert uit de napoleontische tijd en is de enige kerk in Nederland die gebouwd is in Empirestijl. Bij de kerk werden woon- en koetshuizen gebouwd in een halve cirkel. In 1813 werd tegenover de kerk het logement het Wapen van Rijsenburg gebouwd. Dit unieke kerkplein heeft de status van een beschermd dorpsgezicht. Op de plek van het voormalig Groot-seminarie Rijsenburg is nu een prominent appartementencomplex gebouwd. Op de plek van het voormalige neogotische landgoed Welgelegen, dat in WOII werd gebombardeerd, is in 1954 Park Welgelegen, de voormalige tuin van het landgoed, voorzien van woningen in stijl van de Delftse School. De fraaie Buitenplaats Dennenburg, met ree op de kruising Engweg/Hogesteeg, is in particulier bezit en geheel gerenoveerd. Verder wordt het dorp gekenmerkt door een aantal wijken met typisch jaren-30 huizen, zoals Tuinwijk Sterrebosch en Driebergen-Noord. Een deel van de fraaie Langbroekerwetering met zijn landgoederen en buitenhuizen maakt ook deel uit van Driebergen-Rijsenburg als onderdeel van de Utrechtse Heuvelrug. Driebergen-Rijsenburg huisvest ook het Driebergse bos en Rijsenburgsebos waarin ook de vermaarde Heidetuin is gelegen.

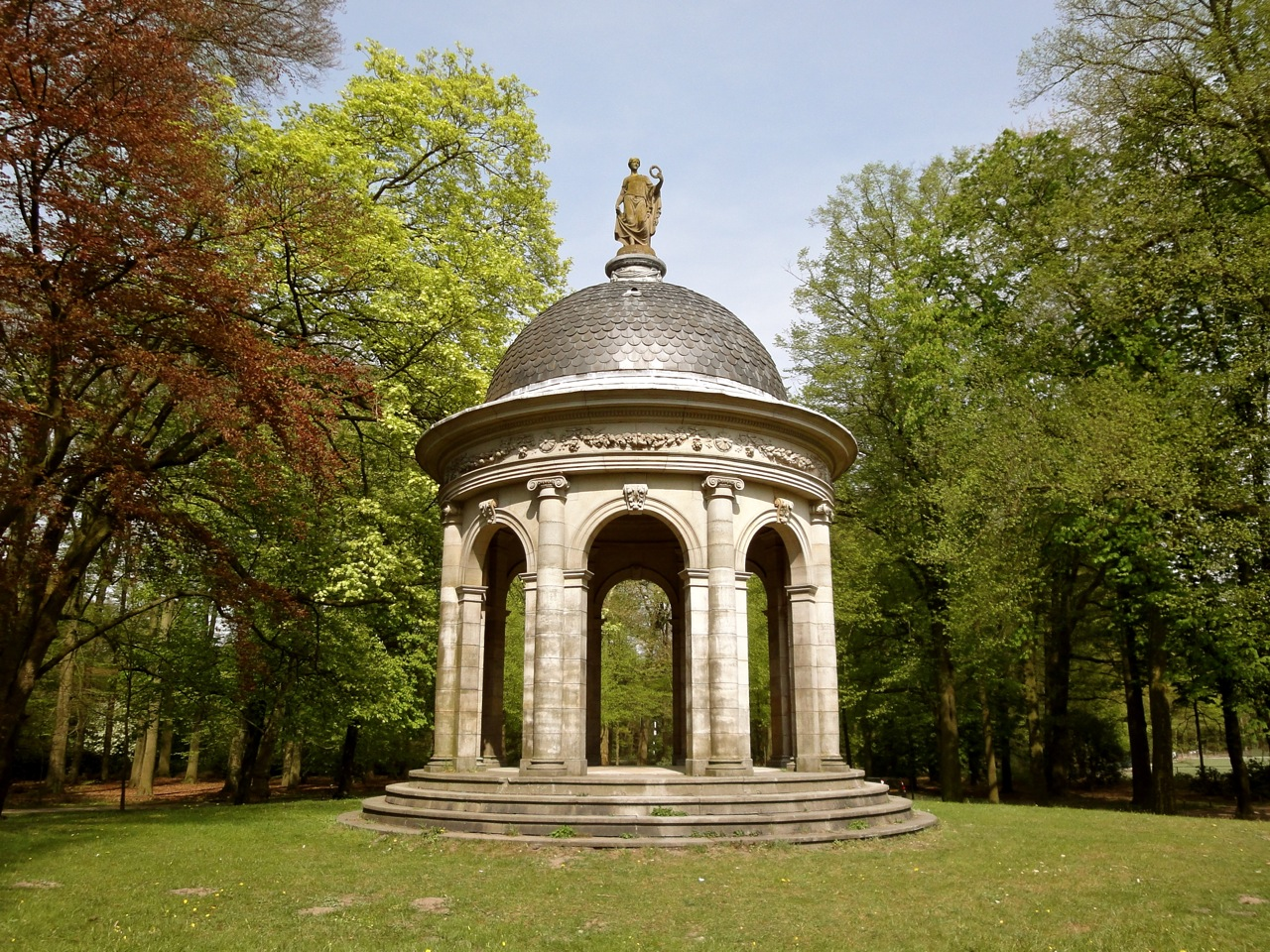
Koepel Beerschoten-Willinkshof
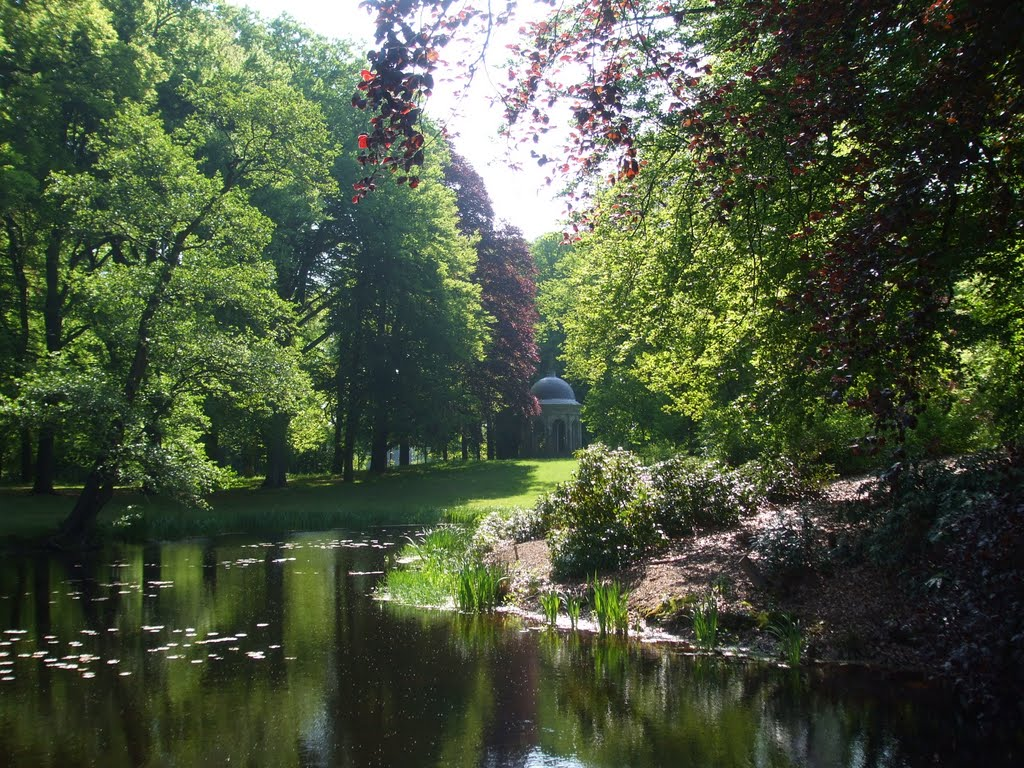
Park Beerschoten Willinkshof
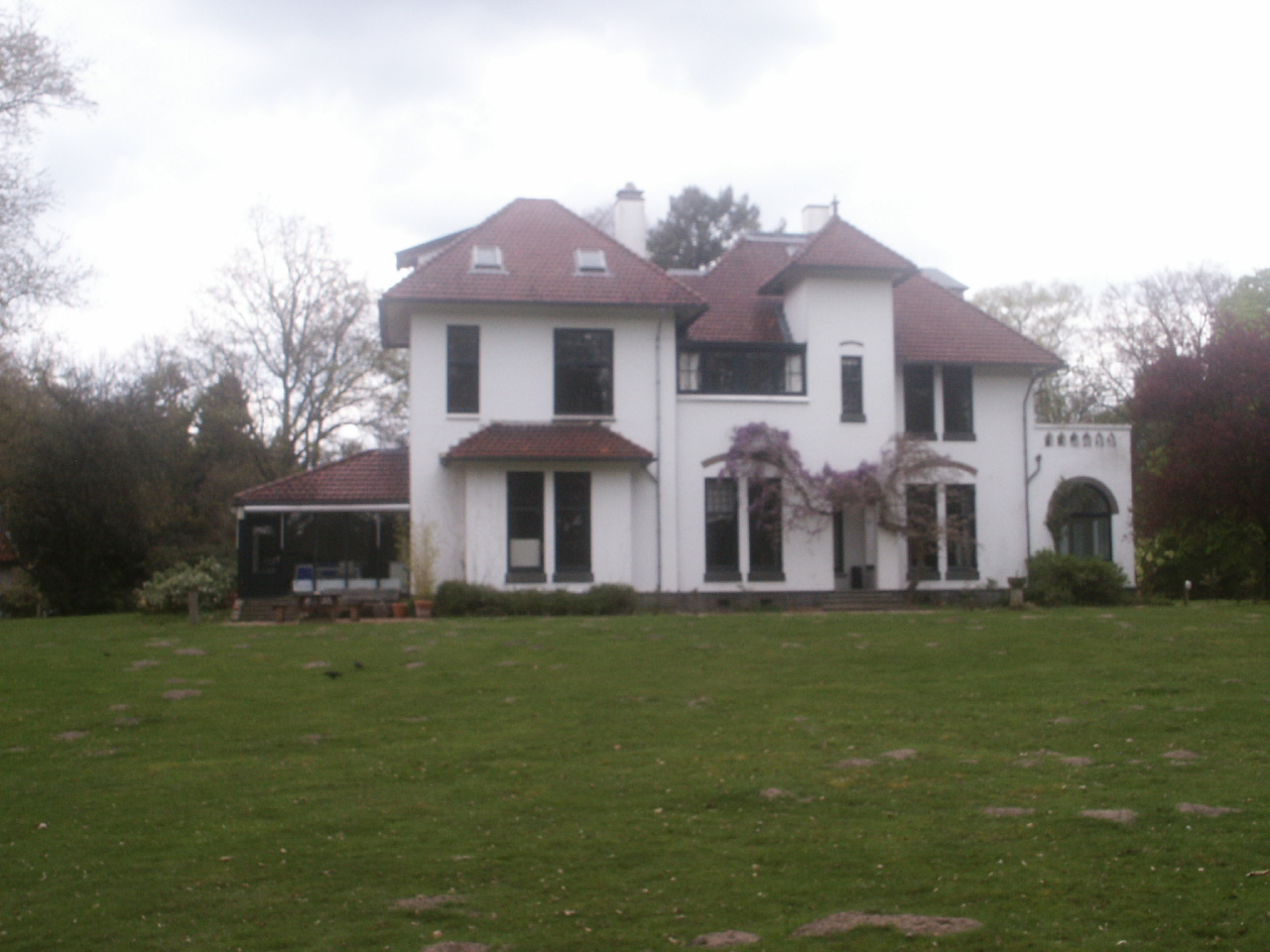
De Reehorst
Ionagebouw

## Buurtschappen
- Beerschoten (woonplaats)
- Haagje
- Oud Rijsenburg
- Sterkenburg
- De Krim
- Welgelegen-Rosarium
- Wildbaan-Dennenburg

## Instanties en organisaties
In Driebergen-Rijsenburg huizen onder andere de Landelijke Eenheden van de politie (voorheen KLPD Korps Landelijke Politiediensten) en Business School IVA Driebergen. Dit opleidingsinstituut is al vanaf haar oprichting door de heer Geerlig Riemer in 1930 in Driebergen gevestigd en heeft veel roem verworven. Studenten uit heel Nederland en België volg(d)en daar hun opleidingen voor automotive en nautisch businessmanagement. Op Landgoed De Horst is De Baak (onderwijsinstelling) gehuisvest, een initiatief van werkgeversorganisatie VNO-NCW. Ook de particuliere school Maupertuus voor kinderen met leer- en/of ontwikkelingsproblemen heeft al jarenlang haar plek in Driebergen-Rijsenburg. Stichting Youth for Christ was 40 jaar  gehuisvest in de Lindenhorst, net buiten de bebouwde kom. Ook is Stichting De Navigators in Driebergen-Rijsenburg gevestigd. In 2019 verhuisde de Triodos Bank vanuit Zeist naar Driebergen-Rijsenburg en kreeg haar nieuwe hoofdkantoor op Landgoed de Reehorst.
Door de centrale ligging, bereikbaarheid en groene omgeving blijkt Driebergen-Rijsenburg een ideale plek voor 'heidagen' en congressen. Bekende plekken daarvoor zijn o.a. Landgoed De Horst, Cultuur- en Vergadercentrum Antropia, vergaderboerderij Champ'Aubert, landgoed Kraaybeekerhof, buitenplaats Sparrendaal (Driebergen) en Hotel de Bergse Bossen.

## Sport
Op sportief terrein kent Driebergen-Rijsenburg de hockeyclub DMHC Shinty; dit was de eerste club waarbij Oranje hockeyster Carole Thate speelde. Ook is er de tafeltennisvereniging DTV Smash en Ereklasse rugby club The Pink Panthers. De plaatselijke korfbalclub Dalto is landelijk bekend doordat deze op het hoogste niveau in de competitie speelt. Driebergen-Rijsenburg heeft ook de tennisclubs Manger Cats en T.V. Risenborgh alsmede voetbalvereniging FC Driebergen golfbaan/club Hoenderdaal als onderdeel van het in- en outdoor sportcomplex Health Center Hoenderdaal en Kartcircuit de Woerd. De actieve Driebergse Tour Club DTC organiseert regelmatig fietstochten en de 'plaatselijke regelings commissie' organiseert jaarlijks de AvondVierdaagse. In september 2018 werd voor het eerst de Heuvelrug Tweedaagse wandeltocht gehouden, geïnspireerd op de Nijmeegse Vierdaagse. De 3Bergenloop (6, 12 of de halve marathon) is inmiddels ook een festijn dat een vaste plek op de sportkalender heeft. Zwembad Utrechtse Heuvelrug, met groot binnen- en buitenbad, trekt veel waterliefhebbers.

## Cultuur
Harmonie Muziekvereniging Aurora, carnavalsvereniging de Sparrenarren, het Stichts Mannenkoor, Shantykoor de Driemasters, Jongerenkoor Driebergen, KamerOrkest Driebergen en de Oranjevereniging Driebergen-Rijsenburg zijn organisaties die een actieve rol spelen in het cultureel leven van Driebergen-Rijsenburg.
Diverse organisaties die zich bezig houden met het bewaken en bewaren van een goede leefomgeving zijn o.a. de vereniging Tussen Heuvelrug en Wetering, de vereniging Rondom Kraaybeek, de stichting Vroeger en Nu en de vereniging Vrienden van het Kerkplein.

## Evenementen
In Driebergen-Rijsenburg vinden door het jaar heen diverse evenementen plaats. O.a. de jaarlijkse carnavalsoptocht georganiseerd door carnavalsvereniging De Sparrenarren en Koningsdag dat vooral in de straten rondom Sparrendaal en het Kerkplein plaats vindt waar altijd een groot aantal 'boeren, burgers en buitenlui' op afkomt. Ook wordt hier elk jaar door het Jongerenkoor Driebergen het Oranjeterras aan de Van Vrijberghestraat georganiseerd. In augustus wordt altijd de jaarlijkse Speelweek voor de jeugd van 4-12 jaar gehouden.

## Verkeer en vervoer
De plaats is bereikbaar met de trein via het station Driebergen-Zeist dat tussen Driebergen en Zeist ligt. Daarnaast zijn er diverse streekbuslijnen, een buurtbus en nachtbussen.

## Bekende personen geboren of gewoond hebbend in Driebergen-Rijsenburg
- Willem Banning (1888–1971), theoloog
- Hector de Beaufort (1880-1953), burgemeester en gedeputeerde
- Ria Beckers (1938-2006), politicus
- Dick Benschop (1957), politicus en bestuurder
- Henk de Bouter (1968), kunstenaar en graficus
- Ariane Margaretha de Brauw (1911-1981), hofdame en bestuurder
- Peter Bree (1949), hoboïst
- Bram Brinkman (1915-2009), politicus
- Frederik Jacob de Bruijn Tengbergen (1898–1996), politicus
- Dirk-Jan Budding (1944), predikant
- Han Corver (1905–2002), politicus
- Diederik van Dijk (1971), politicus
- Jaap van der Doef (1936), politicus
- Wulfert Floor (1818-1876), landbouwer en predikant
- Dick van Geet (1932–2012), schaker
- Louis Peter Grijp (1954–2016), hoogleraar
- Wim Harzing (1898–1978), beeldhouwer
- Johannes de Heer (1866-1961), evangelist
- Bart Hofman (1921-2019), politicus
- Nienke Kingma (1983), roeier
- Jan Lanser (1926–2019), vakbondsbestuurder en politicus
- Anne van Leeuwen (1962), diplomaat
- Everard du Marchie van Voorthuysen (1901-1986), predikant
- Klaas van Middelkoop (1917-2019), verzetsstrijder
- Rascha Peper (1949–2013), auteur
- Coen de Ranitz (1905-1983), burgemeester
- Nine van der Schaaf (1882–1973), auteur
- Herman Schaepman (1844-1903), dichter, priester, theoloog en politicus
- Hans Sleeuwenhoek (1939–2017), presentator en programmamaker
- Niels Stomps, fotograaf
- Willem Hendrik Taets van Amerongen van Renswoude (1895-1971), burgemeester
- Henk Temming (1923–2018), voetballer
- Carole Thate (1971), olympisch en wereldkampioen hockey (o.a. aanvoerster)
- Chriet Titulaer (1943–2017), astrofysicus en televisiepresentator
- Hero van Urk (1941), chirurg
- Ben Verwaayen (1952), ondernemer
- Maurits van Vollenhoven (1882-1976), diplomaat
- Marga Werkhoven (1946), botanicus
- Riem de Wolff (1943-2017), zanger van The Blue Diamonds
- Ruud de Wolff (1941-2000), zanger van The Blue Diamonds
- Jim van der Zee (1995), zanger

## Bezienswaardigheden
| - Beerschoten-Willinkshof - Hertenkamp - De Reehorst (Driebergen) - Landgoed Bornia - Landgoed Bloemenheuvel - Lourdesgrot - Museum Militaire Traditie - Kerkplein Rijsenburg - Schaepmanmonument - Sint-Petrus'-Bandenkerk | - Kasteel Rijsenburg - Driebergse bos - Rijsenburgsebos - Heidetuin - Landgoed Kraaybeek - Park Beukenstein - Zwitserse brug - Sparrendaal - Verzetsmonument Driebergen | - Grote Kerk (Driebergen) - Oranjevijver - Park Welgelegen - Oude Algemene Begraafplaats - Landgoed De Horst - Rosarium - Parklaankerk - Heidestein, Bornia en Noordhout - Buitenplaats Dennenburg - Broekbergen | - Kasteel Sterkenburg - Kasteel Hardenbroek - park De Wildbaan |

## Afbeeldingen

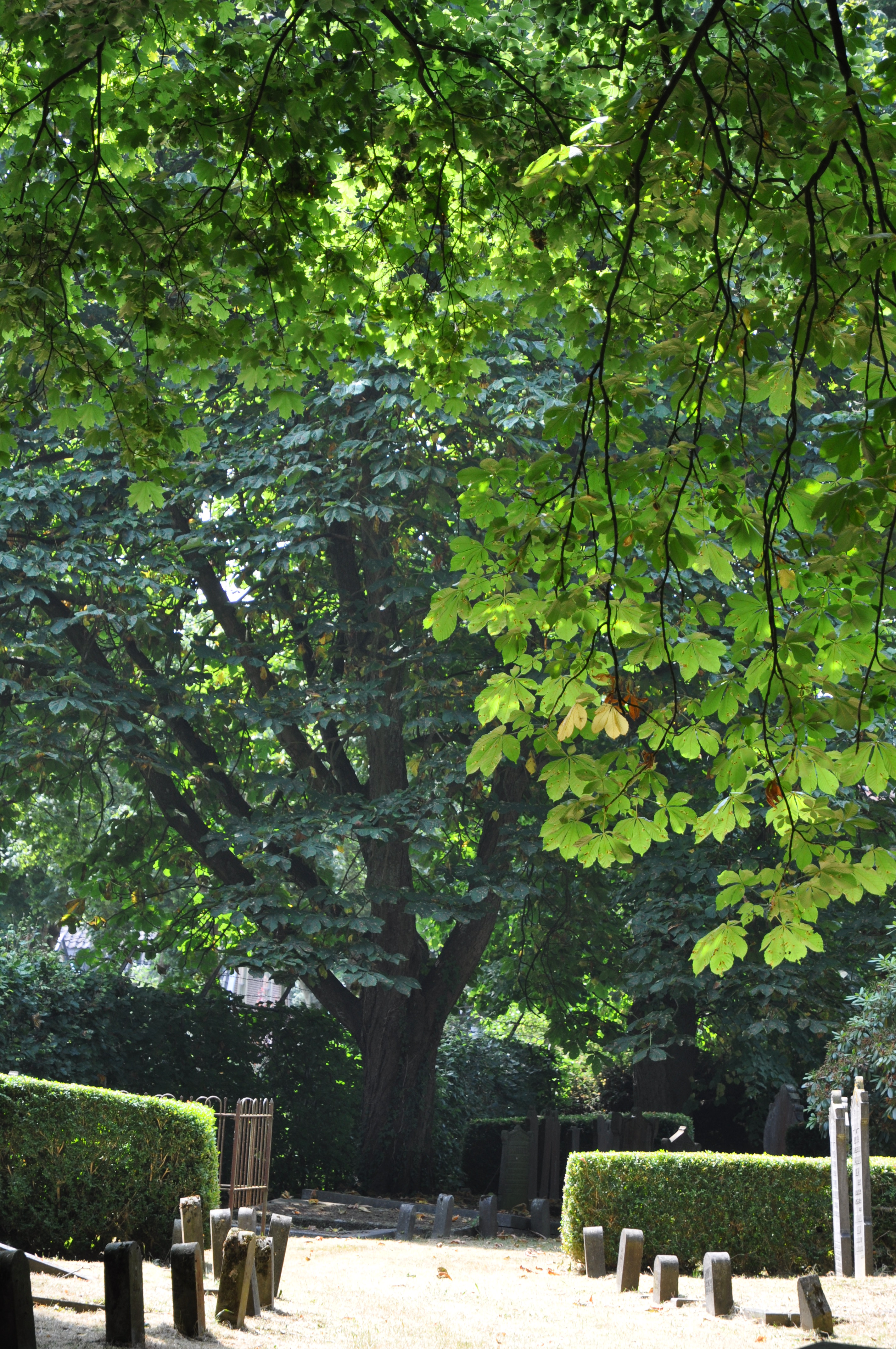
Oude Algemene Begraafplaats
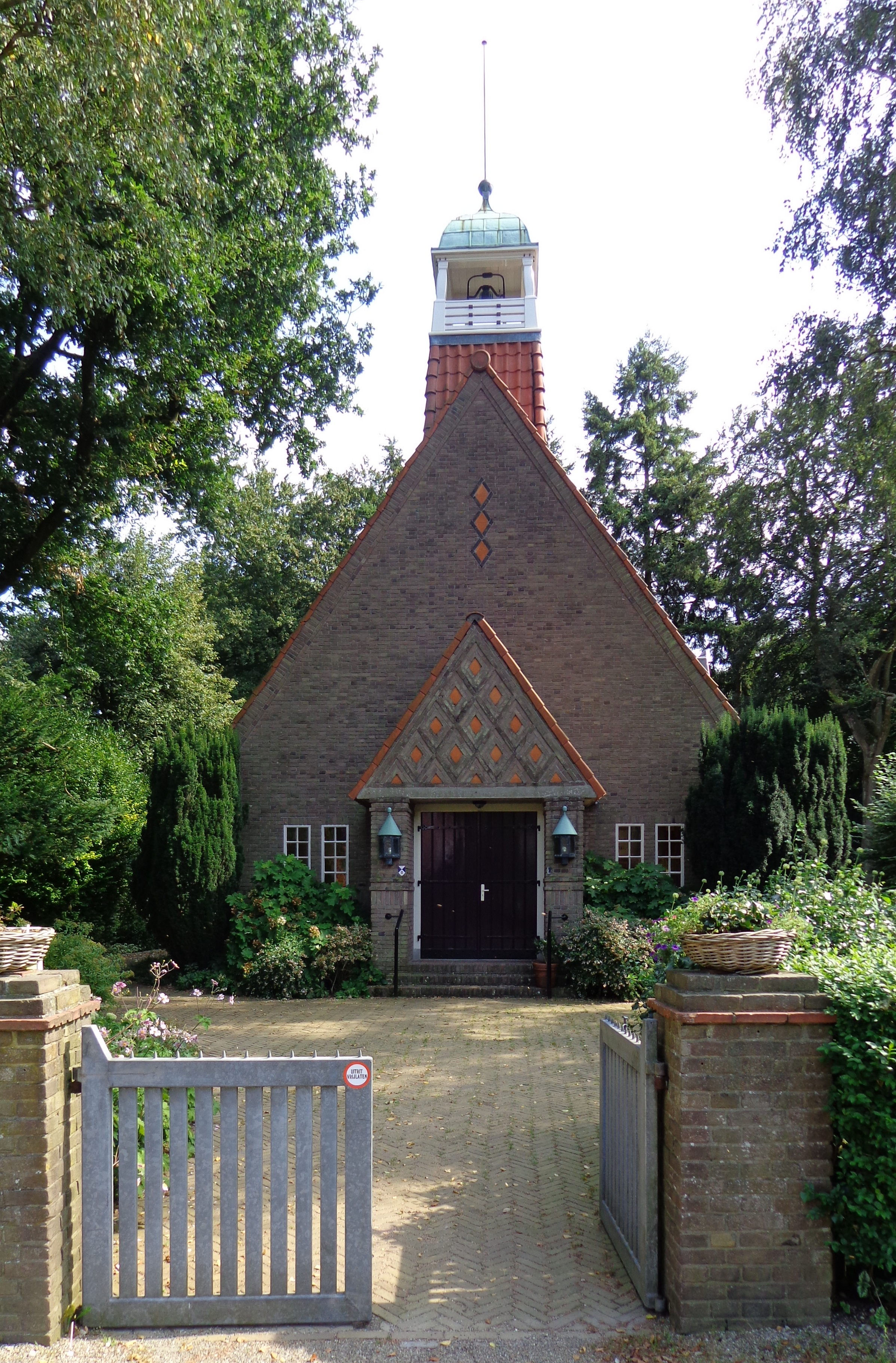
Parklaankerk
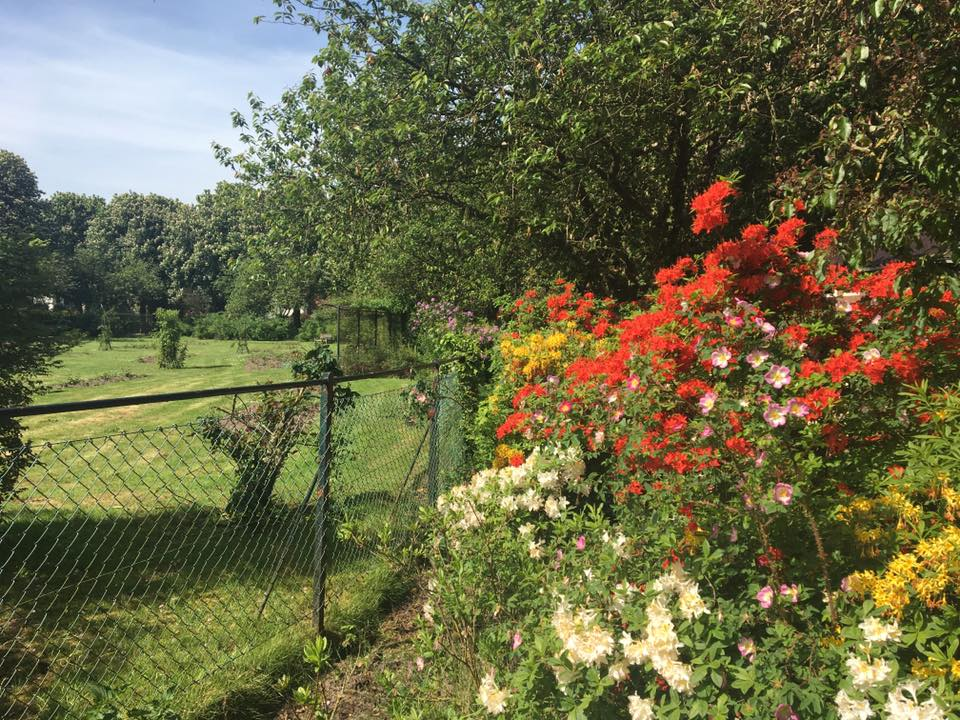
Rosarium in Tuinwijk Sterrebosch
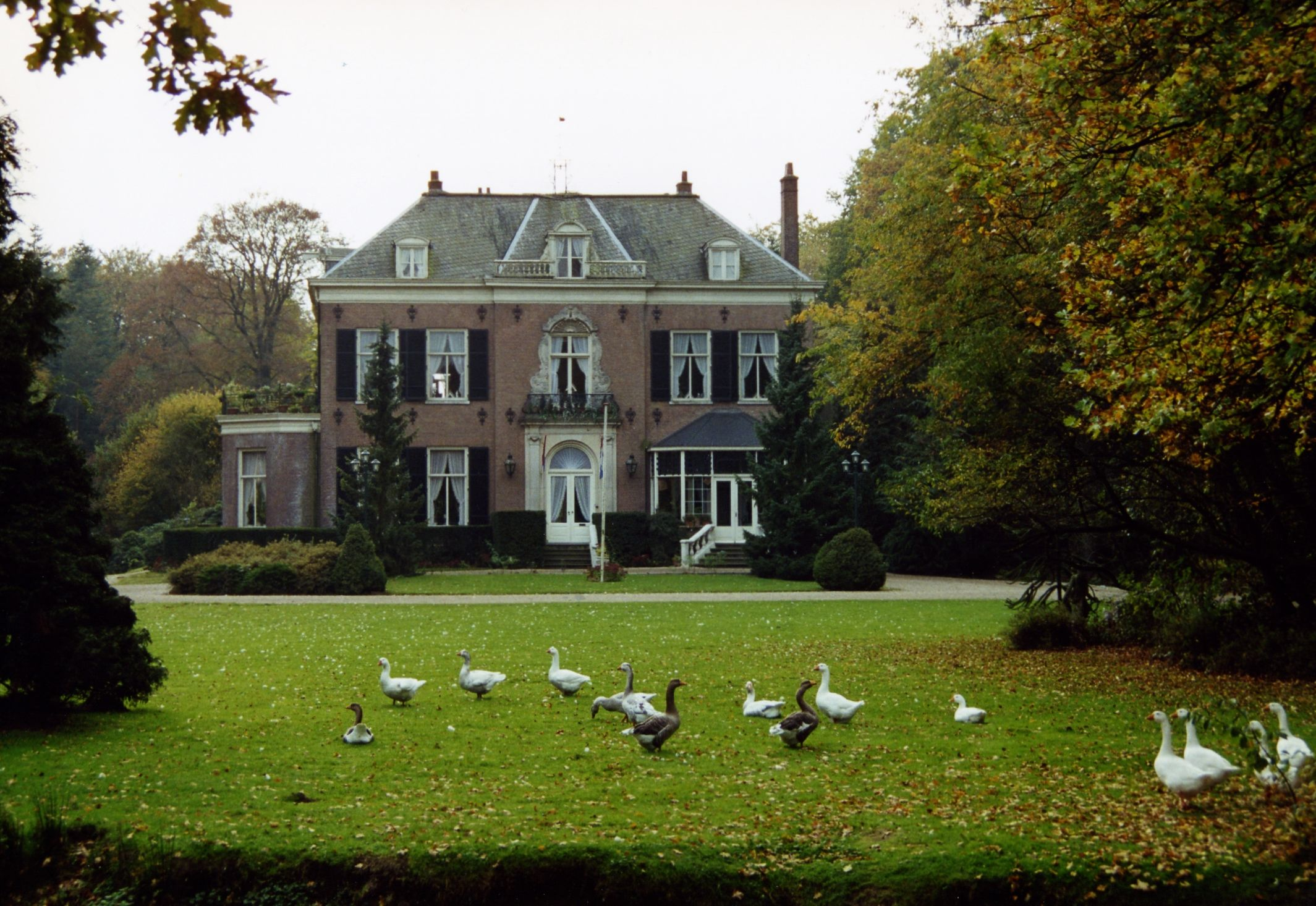
Buitenplaats Dennenburg